# Сюзан Айзъкс
Сюзан Айзъкс (на английски: Susan Isaacs) е американска сценаристка, актриса и писателка на бестселъри в жанра криминален роман и трилър.

## Биография и творчество
Сюзан Айзъкс е родена на 7 декември 1943 г. в Бруклин, Ню Йорк, САЩ, в еврейското семейство на Мортън Айзъкс и Хелън Ашър, електроинженер и домакиня. Завършва английска филология и икономика в Куинс Колидж на Университета на Ню Йорк. След дипломирането си в периода 1966-1970 г. работи като асистент редактор и старши редактор в списание „Севънтийн“.
На 11 август 1968 г. се омъжва за адвоката Елкан Абрамович. Имат две деца – Андрю и Елизабет.
В периода 1970-1976 г. напуска работа, за да гледа сина си. Работи като писател на свободна практика, пише статии за списания, пише речи и е политически репортер за кандидатите на демократите в Бруклин и Куинс.
Първият ѝ роман „Compromising positions“ (Компромисни позиции) е публикуван през 1978 г. Романът става бестселър в списъка на „Ню Йорк Таймс“ и я прави известна. През 1985 г. е екранизиран по неин сценарий в едноименния филм с участието на Сюзън Сарандън, Раул Джулия и Едуард Херман.
Следващите ѝ романи също попадат в челните места в литературната класация. Характерно за героините на нейните романи е, че те са обикновени жени, които сблъсквайки се с необичайни събития (убийство, политически интриги, шпионаж), се пробразяват в борбени и инициативни личности, и в успешни детективи, запазвайки завладяващото си чувство за хумор.
През 1992 г. романът ѝ „Shining Through“ (Блясък в процепа) е екранизиран в едноименния филм с участието на Майкъл Дъглас, Мелани Грифит и Лиъм Нийсън, а през 2013 г. романът ѝ „След всички тези години“ е екранизиран в едноименния телевизионен филм с участието на Уенди Малик, Андреа Мартин и Марта Бърнс.
Произведенията на писателката са преведени на над 30 езика по света.
Членува и е била в ръководството на няколко писателски организации. Има и широка обществена дейност. Попечител е на еврейската богословска семинария и управител на Фондация „Куинс“. Работила е и в различни организации в Лонг Айлънд, включително Асоциацията „Уолт Уитман“, Асоциацията за насочване на деца и семейства от Северното крайбрежие и Коалиция за окръг Насау срещу домашното насилие.
Сюзан Айзъкс живее със семейството си в Лонг Айлънд.

## Произведения

### Самостоятелни романи
- Close Relations (1980)
- Almost Paradise (1984)
- Shining Through (1988)
- Magic Hour (1991)
- After All These Years (1993)
След всички тези години, изд.: ИК „Обсидиан“, София (1994) / „Санома блясък България“ (2010), прев. Невяна Николова
- Lily White (1996)
- Red, White and Blue (1998)
- Any Place I Hang My Hat (2004)
- Past Perfect (2007)
Минало свършено, изд.: ИК „Обсидиан“, София (2007), прев. Елка Виденова
- As Husbands Go (2010)
Разгневени съпруги, изд. „Санома блясък България“ (2014), прев. Екатерина Мачева
- Goldberg Variations (2012)
Изборът на Глория, изд.: ИК „Обсидиан“, София (2013), прев. Красимира Абаджиева

### Серия „Джудит Сингър“ (Judith Singer)
1. Compromising Positions (1978)
2. Long Time No See (2001)
Опасни маски, изд.: ИК „Обсидиан“, София (2002), прев. Зорница Димова
3. Compliments of a Friend (2013)

### Новели
- A Hint of Strageness (2015)

### Документалистика
- Brave Dames and Wimpettes (1999)

### Екранизации
- 1985 Compromising Positions – по романа, сценарий
- 1985 Deadly Passion – актьор, катоТрикси
- 1987 Hello Again – автор, актьор, като окултист
- 1992 Блясък в процепа, Shining Through – по романа
- 2013 След всички тези години, After All These Years – ТВ филм, по романа